# Xiangliu (Mythologie)

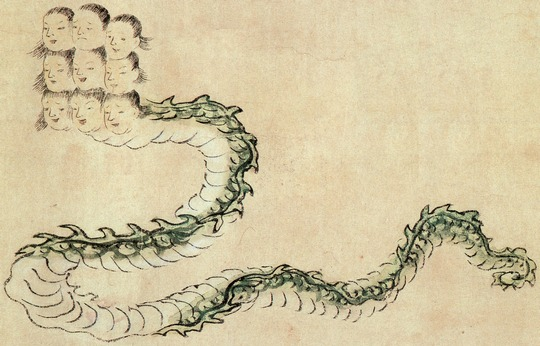
Xiangliu (japanische Darstellung aus der Edo-Zeit)

Xiangliu (chinesisch 相柳, Pinyin Xiāngliǔ) ist ein neunköpfiger Schlangendämon in der chinesischen Mythologie. In klassischen Darstellungen sieht man seine Köpfe in drei Reihen auf einem einzigen Hals angeordnet (im Unterschied zu üblichen Darstellungen der Hydra mit neun Köpfen auf je einem eigenen Hals).
Im Shanhaijing („Klassiker der Berge und Meere“) wird er als Diener der schlangenartigen Wassergottheit Gonggong beschrieben.
Xiangliu ist Namensgeber für den Mond Xiangliu des Asteroiden und Zwergplanetenkandidaten (225088) Gonggong.